# Markus Persson
Pour les articles homonymes, voir Persson et Notch.
Markus Alexej Persson, né le 1er juin 1979 à Stockholm en Suède, connu sous le pseudonyme de Notch, est un développeur suédois. Il est principalement connu pour être le principal concepteur et développeur de Minecraft, un jeu vidéo qui connaît un grand succès. En parallèle du développement de ce jeu, il fonde la société Mojang Specifications. Le 15 septembre 2014, Microsoft annonce racheter Minecraft pour 2,5 milliards de dollars, dont environ 71 % reviennent directement à Notch.

## Biographie
Markus Persson naît le 1er juin 1979 d'une mère finlandaise et d'un père suédois dans le quartier de Farsta à Stockholm, en Suède. Dès l'âge de 7 ans, il commence à apprendre la programmation. Il participe ensuite régulièrement à des concours organisés par King.com. Il participe aussi à de nombreuses Ludum Dare entre 2008 et 2011. Il aurait aussi été compositeur de musique au début des années 2000.
Il accède à la renommée en développant le jeu Minecraft, présenté au public à partir de 2009 en version alpha et inspiré de Dwarf Fortress, Dungeon Keeper et Infiniminer. Ce jeu en vue subjective et proposant des graphismes dans un style 16-Bits, propose à l'utilisateur de collecter des ressources dans un monde ouvert pour survivre et pour réaliser des structures un peu à la manière d'un jeu de construction.
Ce jeu, dont la version commerciale sort en 2011, connaîtra un succès critique et commercial hors du commun pour un jeu vidéo indépendant, et permet à son auteur de créer sa propre entreprise, Mojang,.
Après la sortie officielle de Minecraft, Markus laisse la suite de son développement à ses collaborateurs pour se concentrer sur un nouveau projet de jeu vidéo, appelé 0x10c (en) (prononcer Ten to the C). Ce jeu devait proposer aux joueurs de contrôler des vaisseaux spatiaux dans un monde persistant grâce à des ordinateurs programmables en DCPU-16, un langage de programmation inspiré de l'ASM créé pour ce jeu. Le vaisseau était censé être modifiable et les joueurs pouvaient s'y déplacer en vue à la première personne ainsi que tirer des lasers. Le projet est finalement abandonné par son créateur qui a déclaré qu'il ne comptait plus faire que de petits jeux le reste de sa carrière. Depuis, les bases du jeu ont été reprises par la communauté, notamment avec le projet Trillek.
À travers sa société, Persson a par ailleurs co-financé Age of Wonders III, développé par Triumph Studios et sorti en 2014.
En avril 2024, il lance un nouveau studio nommé Bitshift Entertainment.

## Polémiques
À la suite de la revente de sa société, Markus Persson a surtout fait parler de lui pour son activité sur les réseaux sociaux, notamment sur Twitter. Les médias considèrent que Markus Persson crée fréquemment des polémiques sur Twitter en relayant des propos offensants et conspirationnistes,,, certains jugés misogynes ou transphobes,.
En mai 2016, il estime dans un tweet que les femmes humilient les hommes à travers le terme de mansplaining et insulte publiquement une utilisatrice du réseau social qui a utilisé ce mot. Le 12 juin 2017, il insulte publiquement la créatrice de jeux vidéo Zoë Quinn à la suite de sa réaction sur la polémique concernant la participation du développeur du jeu The Last Night au Gamergate. Markus Persson crée à nouveau la polémique une semaine après à travers un tweet déclarant : « Si vous êtes contre le concept d'un jour de la fierté hétérosexuelle, vous êtes un putain de connard (« cunt ») et méritez d'être abattu ». En mars 2019, il est l'auteur de propos transphobes, qualifiant la transidentité de maladie mentale et de délusion, et fait la promotion de QAnon.
À la suite de ces successions de controverses, Microsoft annonce officiellement que Markus Persson ne sera pas présent lors de la célébration des dix ans de Minecraft à Stockholm, et décide en mars 2019 d'effacer son nom de l'écran de lancement dans la dernière version du jeu.

## Ludographie
- Wurm Online[22] (2003)
- Blast Passage[22] (2008)
- Breaking the Tower[22] (2008)
- Bunny Press[22] (2009)
- Minecraft[22] (2009)
- The Europa Arcology Incident[22] (2009)
- Metagun[22] (2010)
- Prelude of the Chambered[22] (2011)
- Minicraft[22] (2011)
- 0x10c[7] (annoncé en 2012 mais annulé)
- Shambles[22] (2013)
- Last Minute Christmas Chopping[22] (2013)
- Drowning in Problems[22] (2014)
- Cliffhorse[23] (2014)